# گرنویل-سور-لا-روژ، کبک
گرنویل-سور-لا-روژ (به فرانسوی: Grenville-sur-la-Rouge) شهری در منطقه شهری ارژانتوی ناحیه لورانتید در استان کبک کانادا است. در سرشماری سال ۲۰۱۱ این شهر ۲٬۸۲۳ نفر جمعیت داشته‌است و مساحت آن ۳۲۱٫۸۱ کیلومتر مربع است.